# 론 차바치
로널드 조지프 "론" 차바치(영어: Ronald Joseph "Ron" Chiavacci, 1977년 9월 5일 ~ )는 SK 와이번스에서 뛰었던 미국의 야구 선수이다.
쿠츠타운 대학교를 나왔으며, 1998년에 몬트리올 엑스포스의 지명을 받아 선수 생활을 시작했다. 2003년에 처음으로 트리플 A로 올라온 뒤에는 커리어의 대부분을 트리플 A에서 보냈다. 2005년에는 헤수스 산체스의 대체 선수로 SK 와이번스에 입단해 중간 계투로 뛰었는데, 7경기 1홀드 ERA 1.00의 좋은 성적을 기록하였으나, 부상이 발목을 잡아 재계약에 실패했다.

## 같이 보기
- 2005년 SK 와이번스 시즌